# Chino Moreno
Camillo Wong Moreno (Sacramento, 20 giugno 1973) è un cantante e chitarrista statunitense, fondatore e frontman dei Deftones.
È anche membro dei Team Sleep e a partire dal 2011 anche del side-project Crosses e del supergruppo Palms.
Nel 2006 la rivista Hit Parader lo ha inserito nella sua lista dei 100 migliori cantanti metal di tutti i tempi alla posizione numero 51.

## Biografia
Moreno è nato a Sacramento, California da padre messicano e madre parte spagnola e parte cinese; quest'ultima origine gli conferirà il soprannome Chino, che per l'appunto vuol dire "cinese" in spagnolo. Terzo di cinque figli, è stato sposato con Celeste Schroeder, dalla quale ha avuto due figli: Kristian (apparso nel video di 7 Words) e Jakobi.
Interessato da sempre alla scrittura e alla musica, conobbe Stephen Carpenter all'età di 10 anni e Abe Cunningham quando ne aveva 11. I tre continuarono a vedersi e a rimanere amici tramite la comune passione per lo skateboard.
Insieme fondarono così i Deftones, dei quali Moreno divenne cantante e autore dei testi, oltre a divenire secondo chitarrista a partire dal terzo album White Pony. I Deftones, considerati fra i capostipiti, insieme ai Korn, del nu metal, firmano un contratto con la Maverick di Madonna e ottengono un discreto successo grazie ad un sound molto personale che mescola la durezza della chitarra alla voce introspettiva di Chino.
Intorno allo stesso periodo, Moreno si diplomò presso la McClatchy High School.
Moreno riconosce fra le sue canzoni preferite quelle che parlano dell'amore, anche se riconosce la veste, spesso aggressiva, con cui i Deftones esprimono i sentimenti nelle loro canzoni. Il suono che cercano di creare è una fusione delle influenze della musica di gruppi come The Cure, Duran Duran, Faith No More, Fear Factory, Metallica e Depeche Mode, "in poche parole tutto quello che ha esaltato la nostra mente quando eravamo giovani" ha ribadito più volte il frontman.
Interessato anche alla sperimentazione, nel 2000 fondò i Team Sleep, sviluppando suoni più oscuri e riflessivi e sonorità vicine a trip hop, dream pop e post-rock, mentre nel 2011 ha dato vita al progetto elettronico Crosses, pubblicando gli EP EP 1 e EP 2. Nel 2011 inoltre entra a far parte del gruppo post-metal Palms, pubblicando l'album omonimo il 25 giugno 2013.

## Stile vocale

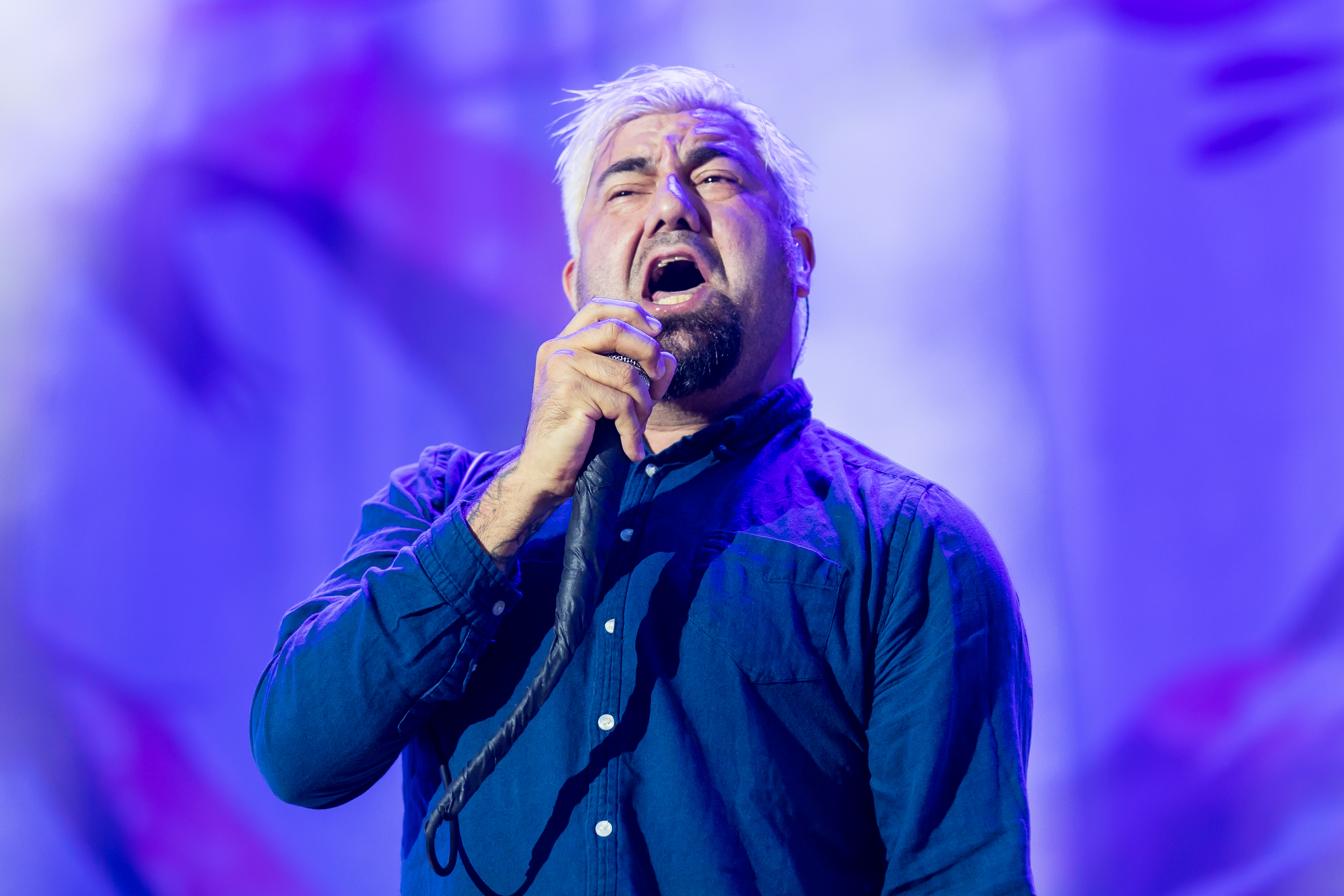
Chino Moreno in concerto nel 2016

Moreno dispone di una tecnica vocale molto versatile, considerata una delle migliori dell'intero panorama nu metal. Il suo stile si è evoluto con il passare degli anni: se nell'album Adrenaline Chino utilizzava molto lo screaming e il rapping, con rari momenti melodici, a partire dall'album Around the Fur il cantante è stato però in grado di passare da un cantato urlato e furioso e dal rapping, a melodie più riflessive ed introspettive e a cantati in falsetto, mettendo così in evidenza le sue influenze new wave e darkwave, oltre a quelle più tipicamente hardcore punk. Infine, con l'album White Pony, Chino ha maturato definitivamente il suo stile, utilizzando più frequentemente il cantato melodico e raggiungendo così la sua massima espressione artistica.

## Discografia

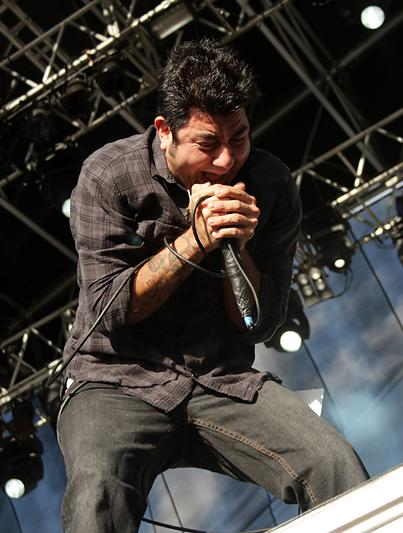
Moreno in concerto nel 2009

### Con i Deftones
- 1995 – Adrenaline
- 1997 – Around the Fur
- 2000 – White Pony
- 2003 – Deftones
- 2006 – Saturday Night Wrist
- 2010 – Diamond Eyes
- 2012 – Koi no yokan
- 2016 – Gore
- 2020 – Ohms

### Con i Team Sleep
- 2005 – Team Sleep
- 2015 – Woodstock Sessions Vol. 4 (live)

### Con i Palms
- 2013 – Palms

### Con i Crosses
- 2014 – Crosses
- 2023 – Goodnight, God Bless, I Love U, Delete.

### Collaborazioni
- 1996 – Korn – Wicked (cover di Ice Cube; presente in Life Is Peachy)[12]
- 1997 – Strife – Will to Die (presente in In This Defiance)
- 1998 – Soulfly – First Commandment (presente in Soulfly)[13]
- 1999 – Sevendust – Bender (accreditato come "Pony One"; presente in Home)
- 2000 – Tinfed – Danger Girl (presente in Tried + True)
- 2000 – Cypress Hill – (Rock) Superstar (presente in Skull and Bones)
- 2000 – Soulfly – Pain (presente in Primitive)[14]
- 2001 – Hesher – Things! (presente in Hesher)
- 2002 – Tommy Lee – Ashamed (presente in Never a Dull Moment)
- 2006 – Dead Poetic – Paralytic e Crashing Down (presenti in Vices)
- 2006 – Handsome Boy Modeling School – The Hours (presente in White People)
- 2006 – Ill Niño – Zombie Eaters (cover dei Faith No More; presente in The Undercover Sessions)
- 2006 – Bad Brains – Rock for Light (presente in Family Compilation Vol. 3)
- 2006 – Idiot Pilot – A Day in the Life of a Poolshark (Remix) (presente in A Day in the Life of a Poolshark)
- 2007 – Atomic Six – Fistful of Nothing (presente in Runs Astray)
- 2007 – Droid – Vengeance Is Mine (presente in Droid)
- 2008 – Wagdug Futuristic Unity – Wall (presente in HAKAI)
- 2008 – Alcuni brani dell'album Astrological Straits di Zach Hill
- 2008 – Dance Gavin Dance – Caviar (presente in Dance Gavin Dance)
- 2008 – Norma Jean – Robots 3 Humans 0, Surrender Your Sons e Murphy Was an Optimist (presenti in The Anti Mother)
- 2010 – Whitechapel – Reprogrammed to Hate (presente in A New Era of Corruption)
- 2010 – Methods of Mayhem – Only One (presente in A Public Disservice Announcement)
- 2011 – Tech N9ne – If I Could (presente in All 6's and 7's)
- 2012 – Anthony Green – Right Outside (presente in Things)
- 2012 – Mike Shinoda e Joseph Trapanese – Razors.Out (presente in The Raid: Redemption (Original Motion Picture Score & Soundtrack))[15]
- 2012 – Bassnectar – Hexes (presente nella colonna sonora del film Resident Evil: Retribution)[16]
- 2015 – Lamb of God – Embers (presente in VII: Sturm und Drang)
- 2018 – Mike Shinoda – Lift Off (presente in Post Traumatic)
- 2019 – Vowws – Structure of Love II (Renholdër Remix)
- 2021 – Trippie Redd – Geronimo (presente in Neon Shark vs Pegasus)
- 2022 – Polyphia – Bloodbath (presente in Remember That You Will Die)